# Alvin Robertson
Pour les articles homonymes, voir Robertson.
Alvin Cyrrale Robertson, né le 22 juillet 1962 à Barberton dans l’Ohio, est un ancien joueur de basket-ball américain. Évoluant au poste d’arrière et mesurant 1,92 m, il reste à ce jour le seul basketteur dans l’histoire de la NBA à avoir été élu meilleur défenseur et joueur ayant le plus progressé la même année. Malgré des statistiques plus que correctes en attaque, Alvin Robertson est surtout connu pour ses talents d’intercepteur, détenant divers records en la matière, ainsi que pour être un des quatre joueurs de l'histoire à avoir réalisé un quadruple-double.

## Biographie

### Carrière universitaire
Alvin Robertson achève en 1984 sa troisième saison de NCAA sous le maillot de l’Université d’Arkansas avec des moyennes de 15,5 points, 6 passes décisives et 5,5 rebonds. Sa polyvalence lui vaut d’être sélectionné pour défendre les couleurs de États-Unis aux Jeux olympiques de Los Angeles dont il ramènera l’or en compagnie de Michael Jordan et Patrick Ewing. Deux mois auparavant, les Spurs de San Antonio avaient profité du septième choix de la draft 1984 pour embaucher le natif de l’Ohio.

### Carrière en NBA
Après une première saison d’apprentissage, Robertson se révèle en 1985-86. Auteur de 17 points, 5,5 passes et 6,3 rebonds, il obtient le trophée nouvellement créé de joueur ayant le plus progressé et dispute son premier NBA All-Star Game (il en jouera trois autres en 1987, 1988 et 1991). Il remporte également le trophée de meilleur défenseur de l’année en établissant la moyenne record de 3,7 interceptions par match. Il obtiendra deux nouvelles fois le titre de meilleur intercepteur en 1987 et 1991, tandis que sa moyenne en carrière de 2,7 ballons volés par match constitue encore, au terme de la saison 2011-2012, la meilleure moyenne enregistrée en NBA.
Robertson est également connu pour être un des quatre joueurs dans l’histoire de la NBA à avoir réalisé, le 18 février 1986, un quadruple double, le second, après Nate Thurmond. Un soir de victoire des Spurs face aux Suns de Phoenix, 120 à 114, l’arrière a en effet compilé 20 points, 11 rebonds, 10 passes et 10 interceptions.
Après cinq ans sous le maillot texan et trois pour les Bucks de Milwaukee, Robertson débarque à Détroit dans le courant de la saison 1993-94. Ces derniers l’envoient à Denver mais des blessures récurrentes empêcheront l’ancien d’Arkansas de disputer le moindre match. De retour au basket un an plus tard, il marque le premier panier de l’histoire de la franchise des Raptors de Toronto avant de prendre sa retraite sportive en mai 1996.

## Clubs successifs
- 1984-1989 : Spurs de San Antonio.
- 1989-1993 : Bucks de Milwaukee.
- 1993-1994 : Pistons de Détroit.
- 1995-1996 : Raptors de Toronto.

## Palmarès

### NBA
- Détenteur du record NBA de la moyenne d’interceptions par match en carrière avec 2,71 en 779 rencontres[4].
- Détenteur du record NBA de la moyenne d’interceptions par match sur une saison avec 3,67 en 1986[3].
- Élu NBA Defensive Player of the Year (meilleur défenseur de la ligue) en 1986[2].
- Élu NBA Most Improved Player (joueur ayant le plus progressé) en 1986[1].
- 1 sélection dans le All-NBA Second Team (deuxième équipe type de la ligue) en 1986[6].
- 2 sélections dans le NBA All-Defensive First Team (équipe type défensive de la ligue) en 1987 et 1991[7].
- 4 sélections dans le NBA All-Defensive Second Team (seconde équipe type défensive de la ligue) en 1986, 1988, 1989, 1990[7].
- 3 fois meilleur intercepteur de la ligue au total de ballons volés sur une saison (301 en 1986, 260 en 1987 et 246 en 1991).
- 3 fois meilleur intercepteur NBA à la moyenne de ballons volés par match (3,7 en 1986, 3,2 en 1987 et 3 en 1991)[3].
- Ancien codétenteur avec Michael Ray Richardson, Michael Jordan et Allen Iverson du nombre de titres de meilleur intercepteur NBA avec 3 titres (record battu par Chris Paul).
- 4 sélections au NBA All-Star Game en 1986, 1987, 1988 et 1991.

### Jeux olympiques
- Jeux olympiques d'été de 1984 à Los Angeles.
  -  Médaille d'or en basket-ball masculin.

## Statistiques
| Défenseur de l'année | Record NBA | Meilleur joueur de cette catégorie statistique de la saison |

gras = ses meilleures performances

### Saison régulière
| Saison        | Équipe        | Matchs | Titul. | Min./m | % Tir | % 3pts | % LF  | Rbds/m. | Pass/m. | Int/m. | Ctr/m. | Pts/m. |
| ------------- | ------------- | ------ | ------ | ------ | ----- | ------ | ----- | ------- | ------- | ------ | ------ | ------ |
| 1984-1985     | San Antonio   | 79     | 9      | 21.3   | .498  | .364   | .734  | 3.4     | 3.5     | 1.6    | 0.3    | 9.2    |
| 1985-1986     | San Antonio   | 82     | 82     | 35.1   | .514  | .276   | .795  | 6.3     | 5.5     | 3.7    | 0.5    | 17.0   |
| 1986-1987     | San Antonio   | 81     | 78     | 33.3   | .466  | .271   | .753  | 6.3     | 5.2     | 3.2    | 0.4    | 17.7   |
| 1987-1988     | San Antonio   | 82     | 82     | 36.3   | .465  | .284   | .748  | 6.1     | 6.8     | 3.0    | 0.8    | 19.6   |
| 1988-1989     | San Antonio   | 65     | 65     | 35.2   | .483  | .200   | .723  | 5.9     | 6.0     | 3.0    | 0.6    | 17.3   |
| 1990-1991     | Milwaukee     | 81     | 81     | 32.1   | .503  | .154   | .741  | 6.9     | 5.5     | 2.6    | 0.2    | 14.2   |
| 1990-1991     | Milwaukee     | 81     | 81     | 32.1   | .485  | .365   | .757  | 5.7     | 5.5     | 3.0    | 0.2    | 13.6   |
| 1991-1992     | Milwaukee     | 82     | 79     | 30.0   | .430  | .319   | .763  | 4.3     | 4.4     | 2.6    | 0.4    | 12.3   |
| 1992-1993     | Milwaukee     | 39     | 32     | 27.3   | .479  | .309   | .629  | 3.5     | 4.0     | 2.3    | 0.2    | 8.7    |
| 1992-1993     | Détroit       | 30     | 22     | 31.4   | .434  | .343   | .690  | 4.4     | 3.6     | 2.2    | 0.3    | 9.3    |
| 1995-1996     | Toronto       | 77     | 69     | 32.2   | .470  | .272   | .677  | 4.4     | 4.2     | 2.2    | 0.5    | 9.3    |
| Carrière      | Carrière      | 779    | 680    | 31.7   | .477  | .295   | .743  | 5.2     | 5.0     | 2.7    | 0.4    | 14.0   |
| All-Star Game | All-Star Game | 4      | 2      | 15.0   | .389  | —      | 1.000 | 3.3     | 1.8     | 0.5    | —      | 4.5    |

### Playoffs
| Saison   | Équipe      | Matchs | Titul. | Min./m | % Tir | % 3pts | % LF | Rbds/m. | Pass/m. | Int/m. | Ctr/m. | Pts/m. |
| -------- | ----------- | ------ | ------ | ------ | ----- | ------ | ---- | ------- | ------- | ------ | ------ | ------ |
| 1986     | San Antonio | 3      | 3      | 32.7   | .276  | —      | .846 | 4.7     | 6.3     | 2.3    | 0.3    | 9.0    |
| 1988     | San Antonio | 3      | 3      | 39.7   | .566  | .429   | .778 | 4.7     | 9.3     | 4.0    | 0.3    | 23.3   |
| 1990     | Milwaukee   | 4      | 4      | 38.8   | .522  | .000   | .706 | 5.8     | 4.8     | 2.3    | 0.0    | 23.5   |
| 1991     | Milwaukee   | 3      | 3      | 39.3   | .592  | .333   | .769 | 6.0     | 5.0     | 2.7    | 0.0    | 23.7   |
| Carrière | Carrière    | 13     | 13     | 37.7   | .515  | .353   | .754 | 5.3     | 6.2     | 2.8    | 0.2    | 20.2   |

## Pour approfondir
Justice:  Alvin Robertson a été amené et condamné en justice à plusieurs reprises pour différents délits à caractère sexuel qui incluent séquestre et exploitation sexuelle de mineure, harcèlement et agression à l'encontre de plusieurs femmes et ex-copines,,.
- Liste des meilleurs intercepteurs en NBA par saison.
- Liste des meilleurs intercepteurs en NBA en carrière.
- Liste des joueurs de NBA avec 9 interceptions et plus sur un match.